# Новозеландские крапивники
Новозела́ндские крапи́вники, или новозела́ндские крапи́вниковые (лат. Acanthisittidae), — семейство птиц из отряда воробьинообразных, является сестринской группой всем остальным таксонам отряда. Эндемики Новой Зеландии.

## Описание
Новозеландские крапивники — крошечные птицы Новой Зеландии. Их длина колеблется от 7 до 10 см.
Оперение из крапивников Новой Зеландии известно только для четырёх видов, замеченных европейскими учёными. Все эти виды имеют тускло-зелёное и коричневое оперение, и у всех есть выступающая над глазом бровь. Новозеландский каменный крапивник демонстрирует небольшой половой диморфизм в оперении: самец имеет ярко-зелёный верх, а самка тусклее и коричневее.

## Классификация
Согласно данным сайта Международного союза орнитологов, в семейство входят 4 вида, относящиеся к 3 родам, из которых только 2 вида выжило:
- Род Acanthisitta Lafresnaye, 1842 — Стрелки
  - Acanthisitta chloris (Sparrman, 1787) — Стрелок
- † Род Traversia Rothschild, 1894 — Траверзии
  - † Traversia lyalli Rothschild, 1894 — Стефенский кустарниковый крапивник, или траверзия
- Род Xenicus G. R. Gray, 1855 — Новозеландские крапивники
  - Xenicus gilviventris Pelzeln, 1867 — Скалистый новозеландский крапивник
  - † Xenicus longipes (Gmelin, 1789) — Кустарниковый новозеландский крапивник

Также известен как минимум один ископаемый монотипический род:
- † Род Kuiornis Worthy et al., 2010
  - † Kuiornis indicator Worthy et al., 2010